# Sergio Mora Sánchez
Sergio Mora Sánchez (ur. 30 sierpnia 1979 w Madrycie) – hiszpański piłkarz występujący na pozycji pomocnika w Deportivo Alavés.